# Anna Löwenstein
Anna Löwenstein (8 marzo 1951) è un'esperantista britannica.

## Biografia
Nata nei pressi di Londra, ha scoperto l'esperanto da adolescente, dopo avere trovato in un libro di testo il recapito della British Esperanto Association.
Ha lavorato per l'Associazione mondiale di esperanto 1977-1981. Con il nome di Anna Brennan ha fondato la rivista femminista Sekso kaj Egaleco 1979-1988,
Ha curato la sezione "linguaggio semplice" di Kontakto (rivista ufficiale del TEJO - World Eo Youth Org) tra il 1983 e il 1986.
Ha scritto alcuni saggi e due romanzi. Il suo romanzo storico The Stone City  (La Ŝtona Urbo), è stato pubblicato per la prima volta in inglese ed esperanto nel 1999 e da allora è stato tradotto in francese (2010) e ungherese (2014). Il suo secondo romanzo Morto de artisto (2008) è stato pubblicato in esperanto.
È nota come giornalista, insegnante e attivista nel movimento dell'Esperanto, ed è membro dell'Accademia dell'Esperanto dal 2001.
È stata nominata "esperantista dell'anno 2019".

## Vita privata
È vedova di Renato Corsetti, già presidente della Universala Esperanto Asocio (Associazione universale esperanto). La coppia (due i figli) visse in Italia fino al 2015, spostandosi poi nel Regno Unito.

## Opere
- The Stone City, Citron Press,1999 ISBN 978-0-7544-0098-1
- La ŝtona urbo, 1999 rist 2008
- Morto de artisto, Antverpeno : Flandra Esperanto-Ligo, 2008. ISBN 9789077066393
- Rusoj loĝas en Rusujo: landonomoj en Esperanto Federazione Esperantista Italiana, 2007 - 95 pagine
- Listo con sinonimi